# Espe (plaats)
Espe is een plaats in de Deense regio Zuid-Denemarken, gemeente Faaborg-Midtfyn. De plaats telt 514 inwoners (2020). Espe ligt aan de voormalige spoorlijn Ringe - Faaborg. Het stationsgebouw is bewaard gebleven.